# Honda XR 80
De Honda XR80 is een kleine crossmotor, die sinds het einde van de jaren 70 verkocht wordt. Deze motorfiets maakt deel uit van een reeks crossmotoren, de XR serie van Honda. 

## Technische gegevens motor
- 1 cilinder 4 takt, 2 kleppen
- Cilinderinhoud 79,9 cm³
- Zuiger met 2 compressieveren en een 3-delige olieschraapveer.
- Enkele bovenliggende nokkenas, bediening kleppen via tuimelaars
- Boring = 47,5 mm
- Slag 45 mm
- Kontaktpuntontsteking met mechanische vervroeging
- Compressie 9,4:1
- Spatsmering met oliepomp om de krukas en cilinderkop te smeren (capaciteit: 1,9 lpm bij 1000 rpm)
- Vermogen 9,3 pk bij 10.500 rpm (model 1980)
- 5 versnellingen (close ratio)
- 3 platen koppeling op versnellingsbak
- 18 mm Keihin carburateur met Hard-choke
- Schuim/gaas luchtfilter element
- Gewicht motorblok (leeg): 20,5 kg
- Olievulling: 900 ml

Veel onderdelen zijn hetzelfde als de CY 50, CB 50 en XL 50 (zoals oliepomp, carterdelen, deksels etc). 

## Technische gegevens Frame
- Frame: Motor meedragend deel.
- Gewicht 65 kg
- voor en achter trommerlrem (110 mm)
- veerweg voor: 125 mm
- veerweg achter: (?)
- voorwiel 14X2 (?)
- Achterwiel 16X3
- Duoshock achtervering.